# حمزه ابورزوق
حمزه ابورزوق (انگلیسی: Hamza Abourazzouk؛ زادهٔ ۱۶ ژوئن ۱۹۸۶) بازیکن فوتبال اهل مراکش است.
از باشگاه‌هایی که در آن بازی کرده‌است می‌توان به باشگاه فوتبال مغرب تطوان، باشگاه ورزشی مغرب فاسی، و باشگاه فوتبال الرجا اشاره کرد.
وی همچنین در تیم ملی فوتبال مراکش بازی کرده‌است.